# حزب نهضة الوطن
حزب نهضة الوطن (بالإندونيسية: Partai Kebangkitan Bangsa)‏ هو حزب سياسي إندونيسي تأسس يوم 23 يوليو 1998 / 29 ربيع الأول 1419، ويتبنى أيدولوجية بانكسيلا اندونيسيا وسياسة محافظة. المؤسسون لهذا الحزب هم من مشايخ جمعية نهضة العلماء، وهم مناصر علي، إلياس رحيات، عبد الرحمن وحيد، أحمد مصطفى بصرى، ومحيط مزادي.